# W-29
W-29 — тральщик Імперського флоту Японії, який взяв участь у Другій світовій війні.
Корабель, який відносився до типу W-19, спорудили у 1943 році на верфі Ishikawajima Shipbuilding у Токіо.
По завершенні W-29 майже рік ніс патрульно-ескортну службу біля північно-східного узбережжя Хонсю із базуванням на порт Ямада.
З кінця вересня 1944-го тральщик задіяли для ескортування конвоїв між Токійською затокою та островами Огасавара. 29 вересня – 3 жовтня тральщик супроводив туди конвой №3928, при цьому американський підводний човен потопив один із двох транспортів, а 4 – 8 жовтня провів інший транспорт назад (конвой №4004B). Наступні кругові ескортні рейси відбулись 19 – 26 жовтня (конвої №3017 та №4023A) та 9 – 19 листопада (конвої №3108 та №4115).
Після ремонту, що тривав кілька тижнів, W-29 вийшов у море 12 грудня 1944-го з черговим конвоєм № 3209. 16 грудня вже на підході до Тітітдзіми (головна японська база у архіпелазі Огасавара) ворожа субмарина потопила один з транспортів. Водночас, випущені по W-29 торпеди не влучили у ціль. 17 – 22 грудня тральщик пройшов назад до Токійської затоки з конвоєм № 4217.
27 грудня 1944 – 6 січня 1945 відбувся наступний рейс з конвоями № 3226 та № 4101. Хоча окрім W-29 охорону забезпечували ще два ескортні корабля, це не завадило американському підводному човну потопити два з чотирьох транспортів конвою №4 101.
Наступні рейси також пройшли з ускладненнями, хоча і не такими важкими. Так, при проведенні 16 – 19 січня 1945-го на Тітідзіму конвою № 3115 ескорт зміг відбити повітряну атаку. 20 – 23 січня W-29 прослідував з конвоєм назад до Токійської затоки, 1 – 4 лютого повернувся на Тітідзіму в конвої № 3131, а 5 лютого підірвався біля цього острова на міні та отримав пошкодження.
На початку квітня 1945-го тральщик прибув до Сасебо (обернене до Східнокитайського моря узбережжя Кюсю), а в другій половині того ж місяця здійснив рейс до Шанхаю. 
7 травня 1945-го W-29 знаходився у протоці Канмон (Сімоносекі, розділяє Кюсю та Хонсю) та надавав допомогу транспорту, що підрвався на міні та викинувся на берег. У цей момент тральщик сам підірвався, що призвело до втрати корабля.